# Neodexiopsis rara
Neodexiopsis rara är en tvåvingeart som beskrevs av Costacurta, Couri och Carvalho 2005. Neodexiopsis rara ingår i släktet Neodexiopsis och familjen husflugor. Inga underarter finns listade i Catalogue of Life.